# Dymytrij (Rudjuk)
Dymytrij (světským jménem: Vadym Mykolajovyč Rudjuk; * 13. listopadu 1971, Kryvorudka) je ukrajinský duchovní Pravoslavné církve Ukrajiny a metropolita lvovský a sokalský.

## Život
Narodil se 13. listopadu 1971 ve vesnici Kryvorudka Chmelnycké oblasti.
Po dokončení střední školy nastoupil na fakultu historie Kyjevské univerzity, kterou dokončil roku 1994.
Sloužil jako hypodiakon metropolity kyjevského Filareta (Denysenka). Dne 19. června 1994 jej metropolita Filareta rukopoložil na diákona a 22. ledna 1995 na jereje. Stal se knězem chrámu svatého Vladimíra v Kyjevě. Na podzim roku 1995 mu bylo uděleno právo nosit zlatý náprsní kříž.
Dne 3. října 1995 byl postřižen na monacha a přijal mnišské jméno Dymytrij na počest svatého Dimitrije Rostovského a stal se sekretářem patriarchy kyjevského a celé Rusi-Ukrajiny. Byl povýšen na igumena. Od stejného roku začal přednášet historii Ukrajiny a ukrajinské pravoslavné církve na Kyjevské duchovní akademii a semináři (dnes Kyjevská pravoslavná bohoslovecká akademie).
Roku 1997 dokončil studium na Kyjevském duchovním semináři.
Dne 31. ledna 2000 se stal představeným monastýru svatého Michaela. Stejného roku byl povýšen na archimandritu.
Roku 2000 absolvoval na Kyjevské duchovní akademii. Dne 6. července 2000 byl jmenován rektorem akademie a semináře.
Svatý synod Kyjevského patriarchátu jej zvolil biskupem perejaslav-chmelnyckým a vikářem kyjevské eparchie. Světiteli při jeho biskupské chirotonii byli patriarcha Filaret, metropolita lvovský a sokalský Andrij (Horak), metropolita lucký a volyňský Jakiv (Pančuk), arcibiskup černovický a kicmanský Varlaam (Pylypyšyn), biskup bilocerkvenský Olexandr (Rešetnjak) a biskup černihivský a nižynský Nykon (Kalember).
Dne 22. ledna 2004 byl povýšen na arcibiskupa a 21. ledna 2009 na metropolitu.
Dne 21. října 2009 byl jmenován metropolitou perejaslav-chmelnyckým a borispilským.
Dne 27. července 2010 byl ustanoven správcem lvovsko-sokalské eparchie a osvobozen od spravování perejaslav-chmelnycké eparchie.
Roku 2018 se zúčastnil Sjednocujícího sněmu ukrajinských pravoslavných církví a přešel do jurisdikce nové Pravoslavné církve Ukrajiny.
Dne 24. května 2019 byl jmenován vedoucím Institutu církevních dějin a 29. října předsedou komise pro mezikřesťanské vztahy.